# Photedes nigrescens
Photedes nigrescens là một loài bướm đêm trong họ Noctuidae.